# بطنج صخري
البطنج الصخري أو الستاكس الصخري (باللاتينية: Stachys rupestris) نوع نباتي يتبع جنس البطنج من الفصيلة الشفوية.

## الموئل والانتشار
موطنه بلاد الشام وتركيا.